# Соколов, Михаил Ильич
Михаил Ильич Соколов (1845—1895) — писатель и духовно-общественный деятель, протоиерей Казанского собора в Санкт-Петербурге.

## Биография
Образование получил в Санкт-Петербургской духовной академии. При ревностном его участии в Петербурге в 1881 году было образовано «Общество распространения религиозно-нравственного просвещения в духе православной церкви».
В 1872—1884 годах служил законоучителем в Первом Санкт-Петербургском реальном училище; одновременно, в 1874—1882 годах он был также законоучителем в Первой Санкт-Петербургской гимназии и настоятелем гимназической церкви Преображения Господня, при которой благодаря его усилиям был образован самостоятельный приход (до этого храм был приписан к Владимирскому приходу).
В Казанском соборе Соколов Михаил Ильич завел духовные беседы, которые велись им и его друзьями, членами «общества», и учредил церковно-народный хор. Главным образом его стараниями сооружен храм «общества», с залом для бесед на углу Николаевской и Стремянной улиц. Им же устроена бесплатная столовая для бедных Казанского прихода, которая дает им не только стол, но и одеяние и приют.
После его смерти в 1895 году появился ряд некрологов: «Памяти протоиерея М. И. Соколова» (СПб., 1895); «Протоиерей М. И. Соколова» («Церковные Ведомости», 1895, № 24); «Памяти о. протоиерея М. И. Соколова» («Церковный вестник», 1895, № 24).

## Учебники
Соколов Михаил Ильич составил несколько учебников для гимназий и начальных училищ:
- «Священная история Ветхого и Нового завета»,
- «Первое наставление детям в учении православной церкви»,
- «Закон Божий для детей младшего возраста»,
- «Богослужение православной церкви»,
- «О богослужении православной церкви для начальных училищ»,
- «Великий пост» и др.;
- издал также «Слова и речи» (СПб., 1895).

«Священная история» и «Закон Божий» протоиерея М. И. Соколова стали одним из самых популярных пособий по религиозному воспитанию детей. Неоднократно переиздавались в 1980—2000-е годы.